# Calice (Bedonia)
Calice è una frazione del comune di Bedonia, in provincia di Parma.
La località dista 6,00 km dal capoluogo.

## Geografia fisica
La località, situata alla quota di 877 m s.l.m., sorge su un altopiano coltivato che si estende tra i boschi del versante sinistro della Val Ceno.

## Storia
La zona risultava popolata già in epoca romana, come testimoniato dal rinvenimento di un cippo funerario del II secolo; per questo motivo la storica Ilaria Di Cocco ipotizza che il centro abitato del fundus Adrusiacus, menzionato nella Tabula alimentaria traianea e spesso identificato con la vicina località di Drusco, si trovasse proprio a Calice.
Il territorio fu evangelizzato probabilmente dai Bizantini, che forse fondarono l'originaria chiesa di Sant'Apollinare.
Nella prima metà del IX secolo il re d'Italia e futuro imperatore del Sacro Romano Impero Lotario I concesse ai monaci dell'abbazia di San Colombano di Bobbio i diritti sulla chiesa e sulla zona; la corte di Carice fu infatti menzionata nell'833 nelle Adbreviationes dell'abate Wala tra i possedimenti del monastero. Il 7 ottobre dell'860 l'imperatore Ludovico II il Giovane stabilì i confini del mons qui appellatur Carice, rivendicato dal conte di Piacenza Vifredo I, e il 2 febbraio dell'865 confermò all'abate Ermenrico l'investitura sulla zona.
Nel 1014 la giurisdizione sulla corte passò alla diocesi di Bobbio.
In epoca ignota, forse già intorno al IX o X secolo, fu edificato a difesa della zona un castello, menzionato per la prima volta come Rocha de Carexe nel 1207.
Il 20 marzo 1369 il vescovo di Bobbio Roberto Lanfranchi assegnò a Rolando e Pagano Granelli, del comitato di Calice, la sua quota di un ottavo del maniero; il 22 giugno 1378 altre due parti furono invece affidate ad Angelo di Val d'Aveto sempre da parte dello stesso vescovo.
Tra il 1404 e il 1409 il vescovo di Bobbio Alessio da Seregno investì del feudo di Calice, comprendente anche la vicina Drusco, la famiglia della Cella. Nel 1452 il vescovo Marliano Baccarini diede l'assenso alla vendita dei diritti su tre parti e mezza del territorio da Giuliano e Bartolomeo dalla Cella ai marchesi Malaspina di Mulazzo.
Nel XVII secolo le terre furono assorbite nel ducato di Parma e Piacenza e successivamente assegnate dai Farnese ai conti Leggiadri Gallani.

## Monumenti e luoghi d'interesse

### Chiesa di Sant'Apollinare

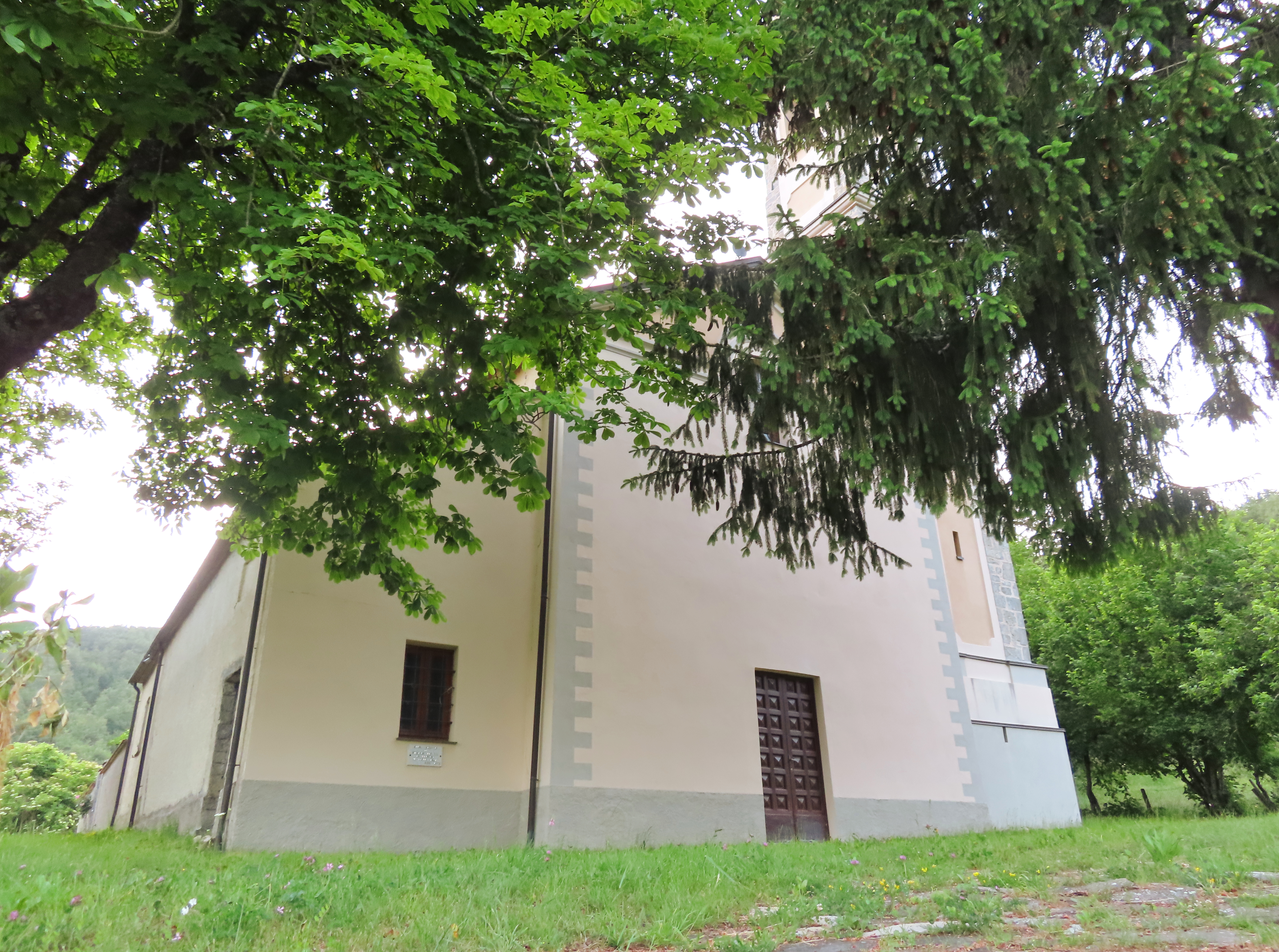
Chiesa di Sant'Apollinare

Edificata originariamente forse già dai Bizantini, la chiesa fu assegnata fin dall'epoca longobarda ai monaci dell'abbazia di San Colombano di Bobbio e nel 1014 alla diocesi di Bobbio; elevata in seguito al rango di pieve, perse il titolo nel 1583 a vantaggio della chiesa di Santa Maria Assunta di Drusco, ma nel 1722 divenne sede di parrocchia autonoma con diritto di patronato da parte dei duchi di Parma; completamente ricostruita in epoca ignota in stile barocco, tra il 1940 e il 1942 fu decorata internamente con affreschi dall'artista Romeo Musa. La chiesa conserva varie opere di pregio, tra cui un cippo funerario romano del II secolo, due pilastrini cinquecenteschi in marmo bianco scolpito, un'ancona seicentesca barocca e un dipinto raffigurante la Madonna di Caravaggio, realizzato nel 1845 da Giovanni Riccò.

### Castello
Edificato in epoca medievale non lontano dalla chiesa di Sant'Apollinare, il castello fu menzionato per la prima volta nel 1207 e nuovamente alla fine del XIV secolo;
successivamente abbandonato, se ne perse nel tempo ogni traccia.